# 청주 공북리 음나무
청주 공북리 음나무(淸州 拱北里 음나무)는 충청북도 청주시 흥덕구 오송읍 공북리에 있는 음나무이다. 1982년 11월 9일 대한민국의 천연기념물 제305호로 지정되었다.

## 개요
음나무는 보통 엄나무라고도 불리며 한국을 비롯해 일본·중국·만주·우수리 등지에 분포한다. 연한 잎은 나물로 먹고 가시가 있는 가지는 악귀를 물리치는 데 사용하였다. 옛날에는 이 나무로 6각형의 노리개를 만들어 어린아이에게 채워 줌으로써 악귀가 들어오지 못하게 하였는데, 이것을 ‘음’이라고 하여 음나무로 불렸다.
청주 공북리의 음나무는 나이가 약 700살 정도로 추정되며 높이 8.96m, 가슴높이의 둘레 4.94m이다. 굵은 가지는 사방으로 뻗어 있으며, 편평한 가시가 있다. 마을 주민들이 신성시하며 치성을 드려왔지만 지금은 산속에 외로이 서 있다.
청주 공북리의 음나무는 오랜 세월 동안 조상들의 삶과 함께 살아온 나무로 민속적·문화적 자료로서 가치가 크고 생물학적 보존가치가 높아 천연기념물로 지정하여 보호하고 있다.

## 같이 보기
- 음나무

## 참고 자료
- 청주 공북리 음나무 - 국가유산청 국가유산포털